# Кусовая лодка
Кусовая лодка — историческое название парусных судов, характерных для Каспийского моря, которые широко использовались для рыболовства, а также иногда для перевозки грузов. Происхождение названия связано со способом рыбной ловли «на кус», то есть с помощью разрезанной на куски или живой приманки. Постройка кусовых лодок была налажена в Астрахани.
Как правило, кусовые лодки отличались хорошим ходом под парусами и способностью к лавированию. Их грузоподъёмность достигала 15 — 40 тонн, длина от 11 до 15 метров, часто они имели одну-две пары вёсел.

## Разновидности
Известны три основные разновидности кусовых лодок. Во-первых, морские, которые применялись в транспортных целях и имели грузоподъёмность до 250 тонн, длину от 21 до 28 метров, ширину около 6,5 метров. Во-вторых, ловецкие кусовые лодки, длиной 6 — 9 метров, шириной от 3 до 3,5 метров. В-третьих, живодные лодки.

## Конструкция
Они имели высокую главную мачту и небольшую бизань-мачту, бушприт, приподнятую носовую оконечность (канфуз), навесной руль и палубу, которая носила название закроя. Кормовая оконечность кусовой лодки именовалась кормушкой. В центральном отсеке обустраивался садок с прорезями во внешней обшивке для хранения живой рыбы. Парусное вооружение состояло из прямого грота и марселя на основной мачте, а также кливера на бушприте, гафельной бизани и стакселя. Для связи с берегом кусовые лодки обычно несли на себе по несколько шлюпок.